# جيمس بي هاريس
جيمس بي هاريس (بالإنجليزية: James B. Harris)‏ (و. 1928  م) هو مخرج أفلام، وكاتب سيناريو، ومنتج أفلام أمريكي، ولد في نيويورك.

## وصلات خارجية
- جيمس بي هاريس على موقع IMDb (الإنجليزية)
- جيمس بي هاريس على موقع ألو سيني (الفرنسية)
- جيمس بي هاريس على موقع أول موفي (الإنجليزية)
- جيمس بي هاريس على موقع قاعدة بيانات الأفلام السويدية (السويدية)
- جيمس بي هاريس على موقع إن إن دي بي (الإنجليزية)
- جيمس بي هاريس على موقع قاعدة بيانات الفيلم (الإنجليزية)
- جيمس بي هاريس على موقع كينوبويسك (الروسية)